# Cantone di Lurcy-Lévis
Il Cantone di Lurcy-Lévis era una divisione amministrativa dell'arrondissement di Moulins.
A seguito della riforma approvata con decreto del 27 febbraio 2014, che ha avuto attuazione dopo le elezioni dipartimentali del 2015, è stato soppresso.

## Composizione
Comprendeva 9 comuni:
- Château-sur-Allier
- Couleuvre
- Couzon
- Limoise
- Lurcy-Lévis
- Neure
- Pouzy-Mésangy
- Saint-Léopardin-d'Augy
- Le Veurdre